# Mawsoniidae
I Mawsoniidae sono una famiglia estinta di pesci coelacantiformi vissuti durante il Mesozoico (Triassico-Cretaceo), in Europa, Nord America, Sud America e Africa. 

## Descrizione
I mawsoniidi era una famiglia di celacanti, le cui specie più grandi potevano raggiungere una lunghezza di circa 4-6 metri, praticamente le dimensioni di un rinoceronte. Come i celacanti moderni, probabilmente questi pesci nuotavano lentamente in prossimità dei fondali fluviali, in cerca di pesci più piccoli e cefalopodi, muovendo le pinne con un moto sincronizzato simile a una camminata sott'acqua. Le loro pinne carnose erano infatti sostenute da uno scheletro molto simile a quello degli arti dei tetrapodi, i vertebrati di terraferma. Come negli altri celacanti, un particolare snodo nel cranio permetteva alla mascella superiore dei mawsoniidi di ruotare verso l'alto, aumentando di gran lunga l'apertura della bocca.

## Storia
Nel 2018, è stato descritto un nuovo esemplare di coelacantiforme mawsoniide risalente al Retico, e ritrovato nel dipartimento di Varo, Francia, da Deesri et al.. Questo nuovo esemplare rappresenta il primo celacanto conosciuto dal Triassico marino della Francia.